# Mouvement punk
 (février 2020).
Si vous disposez d'ouvrages ou d'articles de référence ou si vous connaissez des sites web de qualité traitant du thème abordé ici, merci de compléter l'article en donnant les références utiles à sa vérifiabilité et en les liant à la section « Notes et références ».

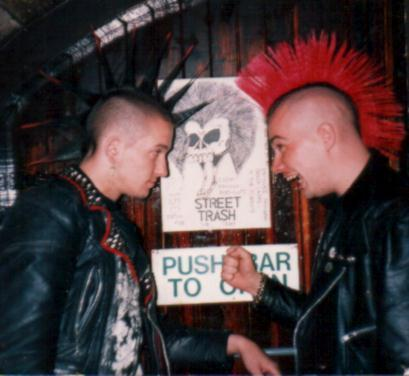
Deux punks britanniques dans les années 1980.

Le mouvement punk, qui se centre sur le punk rock, s'appuie sur divers types d'idéologies, de modes et autres formes d'expression, incluant art visuel, danse, littérature et films. 
Largement caractérisé par des opinions antisystèmes, l'idéologie libertaire et l'éthique du bricolage, il a formé une contre-culture. L'idéologie punk est principalement fondée sur l'anticonformisme, l'antiautoritarisme, l'anti-corporatisme, l'anticonsumérisme et l'action directe.
La mode punk issue de ce mouvement, très variée, est caractérisée par les tee-shirts, les vestes en cuir, les bottes Dr. Martens, les coiffures originales telles que les cheveux colorés et les mohawks à pointes, les maquillages très marqués, les tatouages, les bijoux et les modifications corporelles. Les femmes punk portent généralement des vêtements considérés comme masculins.
À l'origine aux États-Unis, le mot « punk » décrit la musique basée sur les guitares électriques des groupes « garage » des années 1960 tels The Sonics, The Seeds, 13th Floor Elevators et des groupes de Détroit, The Stooges et MC5, ce qui est maintenant appelé protopunk (60's punk en anglais) pour éviter une confusion. Le mot punk aurait été utilisé la première fois par Lester Bangs (critique rock) pour qualifier la musique des Motor City Five (MC5).

## Influences

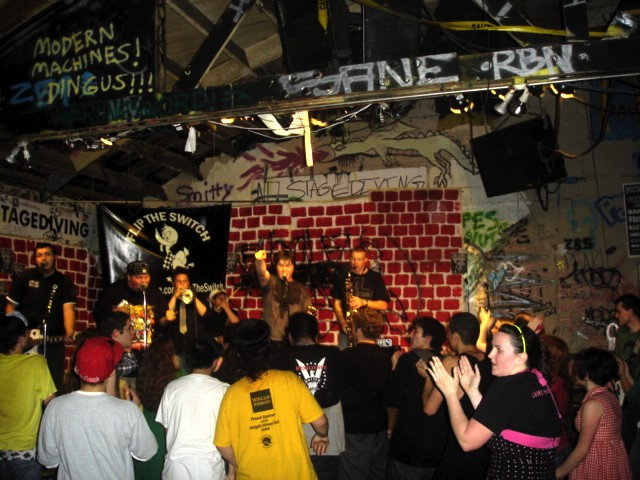
Groupe jouant sur la petite scène du 924 Gilman Street à Berkeley, en Californie.

### Proto-punk
Les influences du punk-rock sont aussi le groupe américain New York Dolls, mais aussi les groupes de rock britannique comme The Who et The Kinks première manière. Au début des années 1970, un autre groupe américain électronique Suicide, mené par Alan Vega, est l'une des premières formations à être qualifés de Punk. D'autres artistes de sa scène new-yorkaise du club CBGB du milieu des années 1970, (Patti Smith, Television) et The Heartbreakers avec Johnny Thunders et Jerry Nolan, se démarquent par leur démarche et leur éthique, intransigeantes. On constate un fort désir de retourner à la spontanéité et la simplicité du rock primitif et un rejet de ce que les punks ont perçu comme prétentieux, mercantile et pompeux dans l'arena rock des années 1970, engendrant les formes grandiloquentes du heavy metal et du rock progressif. Par contraste, le punk a délibérément renforcé la simplicité de ses mélodies, refusant toute démonstration ostentatoire de virtuosité, engageant n'importe qui à former son propre groupe dans sa cave ou son garage et adoptant un format de chanson plus court (environ 3 minutes). Les paroles ont apporté une nouvelle radicalité d'expression dans les sujets politiques et sociaux, traitant souvent de l'ennui urbain et du chômage. Les thèmes sexuels étaient abordés de façon crue et ne se limitaient plus à l'amour sublimé qui était chanté ailleurs ou aux métaphores suggestives (et souvent transparentes, d'ailleurs) qui avaient cours dans le rock (puis la pop) et qui avaient suscité à l'origine de vives polémiques.

### Première vague américaine
Aux États-Unis, les Ramones ont posé, à partir de 1974, les jalons du punk américain. The Germs, formés autour de Pat Smear, ont sorti en 1977 leur single Forming/Sexboy (live), souvent considéré comme le tout premier disque punk de Los Angeles. Richard Hell et ses Voidoids est un autre jalon important, tant pour l'image (t-shirts déchirés et port d'épingles de nourrice) que pour le son avec leur titre Blank Generation. À New York, le magazine Punk est fondé en 1975 par le dessinateur John Holmstrom, Ged Dunn et Legs McNeil. Au Royaume-Uni, certains ont pu écrire que des groupes traditionnellement rattachés au courant « pub rock », l'équivalent des garage bands américains au milieu des années 1970, pourraient représenter les prémices de l'explosion punk britannique de 1976-77, en raison de l'énergie de leur musique et de leur vitesse d'exécution ; parmi eux : Doctor Feelgood ou Eddie and the Hot Rods.

### Explosion britannique

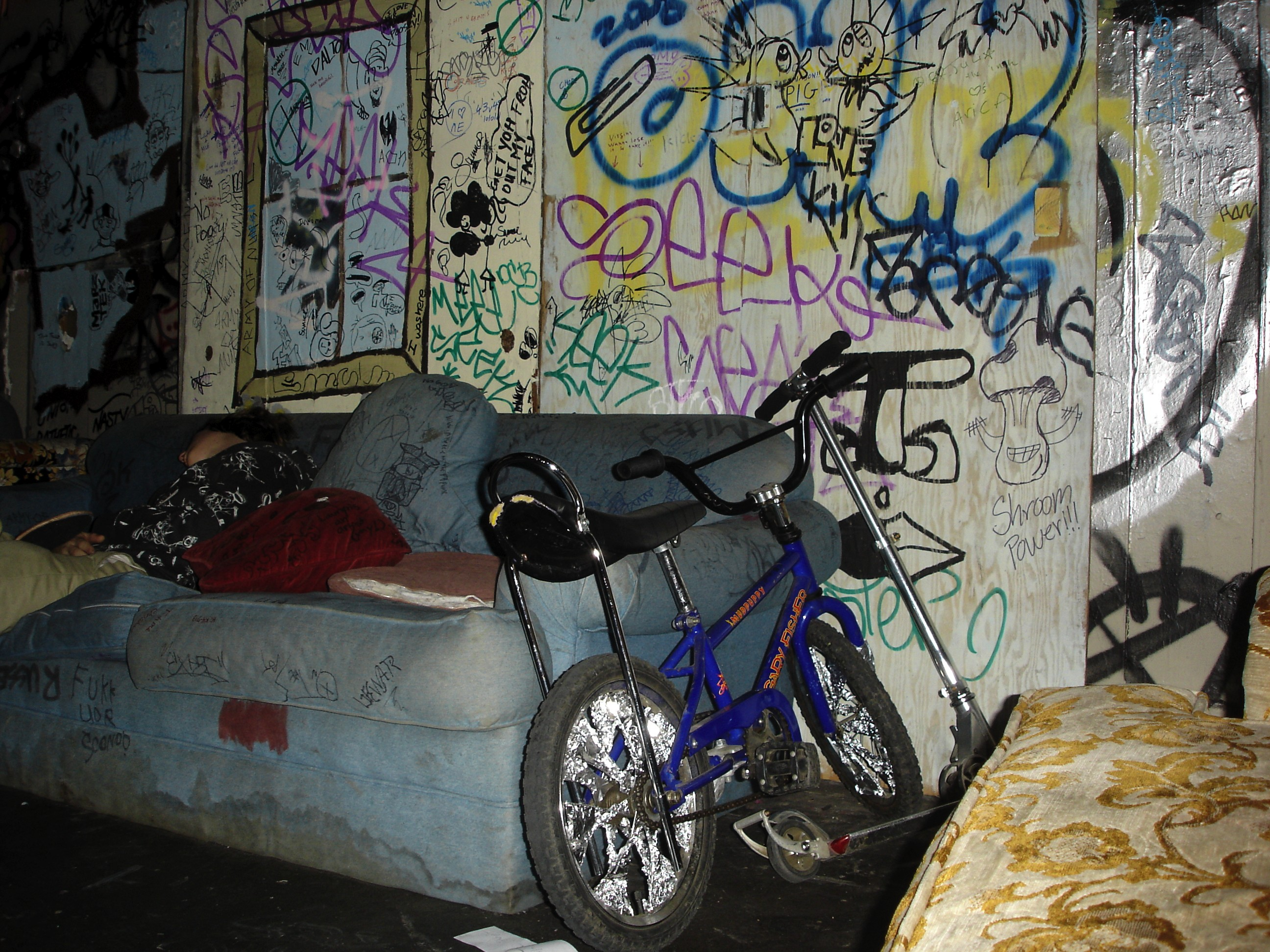
Arrière-scène du 924, Gilman Street.

Même si le premier groupe punk britannique ayant sorti un disque fut The Damned dont le premier single vinyle parut confidentiellement durant l'été 1976 (son titre phare étant New rose), les véritables débuts du mouvement ont été les premiers concerts des Sex Pistols au Roxy Club et au 100 Club de Londres et l'interview du groupe dans une émission de large audience. Cependant, le manager des Sex Pistols, Malcolm McLaren, s'était considérablement inspiré de groupes américains pour créer les Sex Pistols. Il avait en effet suivi le groupe New York Dolls en tournée quelques années auparavant, et décida de partir son mouvement plus « anglais » sur sa ville natale.
Le passage des Sex Pistols et du Bromley Contingent à la télévision a suscité un véritable engouement mais aussi une très vive hostilité (aboutissant à l'interdiction de la plupart de leurs concerts), qui fut l'un des engrais essentiels du phénomène. À partir de là le punk, médiatisé, a enflammé une partie de la jeunesse. La scène punk londonienne influence notablement la chanteuse allemande Nina Hagen en particulier dans son album Unbehagen, sorti en 1979. En France, les pionniers du mouvement furent le « petit cercle d'initiés » qui se créa autour d'Élodie Lauten. Revenant du CBGB à New York, où elle avait entendu Patti Smith réciter d'étranges poèmes rock toutes les nuits, elle fit découvrir à ceux qui allaient former Angel Face et European Son (et plus tard, Métal Urbain), à Alain Pacadis et à Patrick Eudeline (qui décida alors de former le premier line-up d'Asphalt Jungle), cette vague explosive qui commençait à envahir la planète. De son côté, Marc Zermati, qui avait depuis plusieurs mois ouvert une boutique, l'Open Market, rue des Lombards (dans les Halles), où se côtoyaient Iggy Pop, les Flaming Groovies et Doctor Feelgood lorsqu'ils passaient à Paris, et aussi Yves Adrien, organisa, en août 1976, le premier festival punk de Mont-de-Marsan. The Damned clôturèrent les deux journées de délires. Au même moment, Philippe Bone, passant l'été à Londres, ramenait en France le premier single de ce groupe « vinylisé » paru chez un petit label discographique indépendant qui venait juste d'en presser quelques exemplaires. C'est ainsi que New Rose, sur la face A de ce disque, retentit pour la première fois dans un lieu public en France, au Gibus.

## Culture punk

### Philosophie, esthétique
L'expression « punk » reste associée aujourd'hui à la période 1976-1980, incarnée par les Sex Pistols, The Clash, The Damned, Stiff Little Fingers, Buzzcocks, The Saints, Ramones, Strychnine et Stalag en France, entre autres et à une nouvelle forme d'énergie, d'esthétique et de radicalité prenant le pas sur la contestation hippie de la décennie précédente. La scène permet aussi à plusieurs chanteuses de percer et d'être les leaders de groupes avec notamment Siouxsie Sioux pour Siouxsie and the Banshees, Poly Styrene avec X-Ray Spex, et le quatuor féminin The Slits. À Londres, Malcolm McLaren, le manager des Sex Pistols était vu comme l'initiateur machiavélique et secret du mouvement. On note aussi l'influence du mouvement situationniste et du mouvement Dada dans l'esthétique et l'activisme punk, dominés par une économie de moyens et un sens aigu de l'auto-dérision. Ces courants ont marqué l'avant-garde du mouvement punk britannique, avec les Sex Pistols et leurs « satellites » : le Bromley Contingent (leur cercle rapproché), la boutique Sex de Malcolm McLaren et de la styliste Vivienne Westwood, Jordan, « créature » travaillant pour eux, The Flowers of Romance, etc. Le couple McLaren-Westwood a su habilement faire des Sex Pistols, dont ils se chargeaient de confectionner les tenues, leurs ambassadeurs les plus médiatiques, posant ainsi les fondations de l'apparence punk telle qu'elle reste ancrée dans la culture populaire.

### Graphisme, look
Dans d'autres domaines artistiques, le graphiste Jamie Reid, proche des situationnistes, avait précédemment travaillé dans les revues Suburban Press et King Mob. Les pochettes de disques, dans les mains des graphistes punks, servent d'instrument de détournement des valeurs sociales et de la culture populaire comme la pochette du disque des Dead Kennedys Bedtime for Democracy. Pourtant la petite histoire a surtout gardé du punk des symboles : les épingles à nourrice utilisées comme bijoux, les coupes de cheveux extrêmes et colorées comme la crête iroquoise (mohawk en anglais) qui n'est d'ailleurs apparue qu'à partir du début des années 1980, le piercing (souvent avec des épingles de nourrice), le tatouage et la réappropriation « artistique » des vêtements de masse. Après le punk pauvre est apparu le « punk chic », recyclage commercial et industriel de ce qui en 1977 s'inventait dans la rue. Au-delà du nihilisme prétendu ou affiché, le punk est un mouvement assez largement créatif et solidaire, un mouvement qui en profondeur semble avoir posé les bases de différentes alternatives sociales et économiques, qui ont parfois réussi à durer.

### Contre-culture
La scène punk s'est exportée mondialement, a créé une scène propre avec ses labels (Rough Trade, Factory, New Rose, Bondage Records, All or Nothing Records, Folklore de la zone mondiale…) et concerts alternatifs autogérés. Les groupes punk alternatifs comme Bérurier noir ou Crass ont imposé des places de concert moins chères, les travellers ont inventé des modes de vie alternatifs, le mouvement des squats alternatifs est également issu de l'autonomie active voulue et animée par l'esprit originel du mouvement, qui cherche d'abord à vivre autrement et remet en question le mode de vie bourgeois traditionnel. La vague punk a vu naître également une presse underground indépendante, les fanzines créés par des amateurs. Aux États-Unis parmi les plus connus : Maximumrocknroll et Flipside, au Royaume-Uni Sniffin' Glue, en France New wave (réapparu en 2004), On est pas des Sauvages, Hello Happy Taxpayers, etc. Chaque scène locale a eu au moins son fanzine édité avec des informations, un graphisme différent, des entrevues avec les groupes locaux ou en tournée. Le magazine Factsheet Five a énuméré et chroniqué les milliers de publications underground des années 1980 et années 1990.
Des centaines d'expériences de squats communautaires et autogérés, ont accueilli et fait rayonner le mouvement punk. On peut penser par exemple, au Wagon, entre 1997 et 2004, à Saint Brieuc.

### Contexte politique
Si le punk a émergé en 1976, à l'époque dite de l'Hiver du Mécontentement et de la fin du Consensus d'après-guerre, durant la sortie de la chanson New Rose puis progressé jusqu'à son apogée en 1980, apogée symbolisée par le film Time Square d'Allan Moyle, il marquera ensuite un temps d'arrêt après la mort de Sid Vicious en 1979 puis de Darby Crash en 1980. Enfin, l'arrivée au pouvoir ces mêmes années de Margaret Thatcher puis Ronald Reagan, la mort de John Lennon le 8 décembre clôtureront cette période de contre-culture ainsi qu'une certaine époque. Malgré l'arrivée ensuite de la Cold Wave, les années 1980 seront symboliques de la montée d'un certain individualisme et matérialisme arrivés également en France avec le tournant de la rigueur de 1983 par le nouveau gouvernement socialiste et signifiant la fin du social, accéléré en 1986 avec les décès de Daniel Balavoine et Coluche mettant fin à un certain anticonformisme, créant un conformisme consensuel, conformisme qui est dénoncé sur le film réalisé par Vincent Maël Cardona Les Magnétiques sorti en novembre 2021.

### Musique
Le punk rock est un genre musical dérivé du rock, apparu au milieu des années 1970 et associé au mouvement punk de cette même époque. Précédé par une variété de musique protopunk des années 1960 et du début des années 1970, le punk rock se développe surtout entre 1974 et 1976 aux États-Unis, au Royaume-Uni et en Australie. Des groupes comme les Ramones, les Sex Pistols, et The Saints sont reconnus comme les pionniers d'un nouveau mouvement musical.
Les groupes de punk rock, s'opposant à la lourdeur qu'ils jugent excessive et à l'institutionnalisation du rock populaire des années 1970, créent une musique rapide et rude, généralement servie par des chansons de courte durée, une instrumentation simplifiée et des paroles souvent chargées de messages politiques ou nihilistes. Le mouvement punk, associé au genre, exprime une rébellion jeune et est caractérisé par des styles vestimentaires distinctifs, une variété d'idéologies anti-autoritaires et une attitude do it yourself (« Faites-le vous-même »).
Le punk rock est rapidement devenu un phénomène culturel majeur au Royaume-Uni. En majorité, les racines du punk se trouvent dans des scènes locales qui ont eu tendance à rejeter toute connexion avec les courants musicaux dominants. Pendant les années 1980, des styles encore plus rapides et agressifs, tels que le punk hardcore et la oi!, ont évolué et sont devenus une composante importante du paysage punk. Des musiciens s'identifiant ou s'inspirant du punk rock lui ont permis de s'élargir et se diversifier. Ces pratiques ont notamment donné naissance au mouvement rock alternatif. À partir du milieu des années 1990, de nouveaux groupes de punk rock comme Green Day, Blink-182, The Offspring offrent au genre une nouvelle popularité plusieurs décennies après son émergence, mais sont dénigrés par une grande partie du mouvement punk qui les accuse d'avoir institutionnalisé et rendu « commercial » le style, sans partager les valeurs de base.

## Postérité
Depuis son apparition à la fin des années 1970, le punk côtoie et échange avec d'autres cultures underground comme le reggae, notamment grâce à Don Letts (le punky reggae party de Bob Marley et Lee Perry), ou le ska, pour donner naissance à des groupes comme The Specials, Madness ou The Selecter. Par ailleurs, il a fortement inspiré, de par ses convictions, des groupes « hybrides », à la frontière du hard rock et du punk tels Motörhead, et Nashville Pussy. Le punk a eu une influence durable sur toute la musique contestataire, dans la continuité de la culture underground des seventies qui subsiste aux États-Unis, au Royaume-Uni, en France, aux Pays-Bas, et dans bien d'autres pays.

### Ouvrages
- Jim Donaghey, Bakounine vodka : punk et anarchisme, BPM, 2024, 112 p.
- (en) 1988, The New Wave Punk Rock Explosion, de Caroline Coon (Éditions : Omnibus Press) - 1977, premier ouvrage publié sur le mouvement punk britannique, en pleine période punk, par une journaliste elle-même devenue punk.
- England's Dreaming, Les Sex Pistols et le punk, de Jon Savage, 2002, Éd. Allia : Publié en anglais en 1991. Ce livre présente, à travers l'histoire de son groupe le plus illustre, un historique très détaillé du mouvement punk et insiste particulièrement sur les différents aspects culturels qui le caractérise. Un discographie vient accompagner ce récit.
- Nos années punk (Livre + Compil CD) 2003, de Christian Eudeline (Frère de Patrick, Rock-Critic et leader d'Asphalt Jungle) revient sur les premiers soubresauts de la scène française.
- La Philosophie du Punk, de Craig O’Hara, Rytrut éditions, 2003, d’après le mémoire de sociologie de 1992 de l’auteur, ayant contribué au fanzine américain Maximumrocknroll. Publié chez AK Press en 1995 et 1999, traduit par Ladzi Galaï. Une étude de différents aspects du mouvement punk avec extraits d’interviews et commentaires, agrémentée de photos et d’iconographies. 2e édition revue et augmentée de décembre 2004 : présentation en ligne.
- Chansons d’Amour, de Crass, Rytrut, 2005.. Anthologie définitive et officielle de Crass, recueil de toutes les paroles de leur répertoire plus d'autres slogans de chocs et d'accès de colère symbolique de ce collectif, souvent considéré comme précurseur du mouvement anarko-punk. Édition française du livre Love Songs publié au Royaume-Uni par Pomona en 2004. Avec les textes volontairement présentés non-chronologiquement de Penny Rimbaud, Eve Libertine, Gee Vaucher, Steve Ignorant, Joy de Vivre, Tones & Jeremy Ratter, Phil Free, Pete Wright, Annie Anxiety.
- Génération Extrême - 1975-1982, du punk à la cold-wave de Frédéric Thébault (Éditions : Camion Blanc), 2005, ouvrage présentant un panorama des mouvements musicaux de l'époque, depuis l'explosion du mouvement punk.
- Going Underground – punk américain 1979-1992, de George Hurchalla, traduit par Ladzi Galaï, Rytrut, 2009 présentation en ligne. Sélection Prix du Livre Rock 2010. Une référence en la matière, truffé d'informations, d'interviews, commentaires et photos inédites.
- Do it yourself!, Autodétermination et culture punk, de Fabien Hein, Le Passager clandestin, 2012.
- Ian Glasper, Burning Britain : Seconde vague punk britannique, Rytrut éditions, 2015, traduit par Frédéric Jalabert; Nico Poisson, David Mourey et Ladzi Galaï présentation en ligne.
- Volume ! Luc Robène et Solveig Serre (La scène Punk en France (1976/2016) éditions Mélanie Seteun
- Caroline de Kergariou, No Future. Histoire du punk, éditions Perrin, 2017, 766 p. (lire en ligne)
- Rémi Pépin : Rebelles : Une histoire de rock alternatif, 2019[8]
- Arnaud Le Gouëfflec et Nicolas Moog, Vivre libre ou mourir ! : Punk et Rock Alternatif en France, 1981 - 1989, Glénat, 2024, 176 p.[9],[10],[11],[12]

### Articles
- Pierre Bataille, « De quoi « punk » est-il le nom ? », Biens Symboliques / Symbolic Goods, no 14,‎ 2024 (DOI https://doi.org/10.4000/12bhj, lire en ligne, consulté le 11 mars 2025).

## Documentaires vidéo
- 1991: The Year Punk Broke
- The Decline of Western Civilization
- End of the Century: The Story of the Ramones
- Hated: GG Allin and the Murder Junkies
- Joe Strummer: The Future Is Unwritten
- L'Obscénité et la Fureur
- Punk's Not Dead
- Punk Is Not Vraiment Dead ?![13]
- Rebel Dykes
- Rude Boy (film, 1980)
- UK/DK: A Film About Punks and Skinheads

- Cet article est partiellement ou en totalité issu de l'article intitulé « Punk rock » (voir la liste des auteurs).

1. ↑  En ignorant Peter Hammill (vu que ce n'est pas un groupe) et l'album Nadir's Big Chance. Bien qu'usuellement estampillé « rock progressif » à défaut de pouvoir être rangé dans une seule et unique catégorie Peter Hammill a, avec cet album unique dans sa carrière, été reconnu par certains comme précurseur et source d'influence du « punk » et en particulier par des noms tels que John Lydon des Sex Pistols (Cf. Coupures de presse attestant le label « punk » en 1975 au Royaume-Uni)
2. ↑  « Le mouvement PUNK - Grow Think Tank », sur www.growthinktank.org, 8 août 2021 (consulté le 11 juillet 2024)
3. ↑  Philippe Liotard, « Body Modifications from Punks to Body Hackers : Piercings and Tattos in Postmodern Societies », in Damian Skinner, Contemporary Jewelry in Perspective, New York, Lark Jewelry & Beading, 2013, p. 209-214
4. ↑   [vidéo] « La « planète punk », une contre-société - Lumni | Enseignement » (consulté le 11 juillet 2024)
5. ↑  (en) « Index2 » [PDF], sur archive.wikiwix.com.
6. ↑  « Caméo Nancy - Les magnétiques », sur cameo-nancy.fr via Wikiwix (consulté le 14 novembre 2023).
7. ↑  Michka Assayas, émission 5/7 boulevard sur France Inter, 30 mars 2011
8. ↑  « RÉMI PÉPIN « REBELLES, UNE HISTOIRE DE ROCK ALTERNATIF » », sur laspirale.org (consulté le 11 juillet 2024)
9. ↑  Vivre Libre ou Mourir Punk et Rock Alternatif en France, 1981 - 1989, planetebd.com, 17 avril 2024, chronique par Frédéric Bounous : "joyeusement bordélique, foutraque et extrêmement riche, documenté au poil et traité, encore une fois, avec beaucoup d’amour. Punk, quoi."
10. ↑  Du rock velours et alternatif , francetvinfo.fr, 14 avril 2024, par Jean-Christophe Ogier
11. ↑  « Vivre libre ou mourir » : une décennie de scène punk et alternative en France…, bdzoom.com, 9 mars  2024, par Brigh Barber
12. ↑  « Avec le punk, tout devenait possible » : Arnaud Le Gouëfflec raconte la drôle d’histoire du punk, ouest-france.fr, 16 avril 2024, Propos recueillis par Frédérique Guiziou
13. ↑  « Le documentaire "Punk Is Not Vraiment Dead ?!" pose la question aux acteurs du rock alternatif français des années 1980 », sur Franceinfo, 11 janvier 2024 (consulté le 11 juillet 2024)

### Filmographie
- Terror on Tour, 1980.
- Times Square, 1980.